# Лазірко Юрій Богданович
Лазірко Юрій Богданович (англ. Iouri Lazirko / Yurii Lazirko; 6 травня 1967, Львів) — український поет, прозаїк та перекладач; представник української діаспори у США. Автор понад 10 книг українською і англійською мовами, лауреат премії імені Пантелеймона Куліша.

## Біографія
Юрій Лазірко народився у Львові, його батько був художником-дизайнером, а мати — фармацевтом. Лазірко — праправнук відомого письменника з Борислава Степана Коваліва, одного з близьких друзів Івана Франка.
Закінчив «Львівську політехніку», за фахом «інженер-конструктор радіоапаратури». Два роки служив в армії.
У 1989 році переїхав до Сполучених Штатів, отримав у США другу вищу освіту за спеціальністю «комп'ютерні науки» (англ. computer science).
Із кінця 2000-их — початку 2010-их років Юрій Лазірко почав публікувати свої художні твори: прозу і поезію, а також художні переклади з української мови на англійську. Першою його поетичною збіркою стала книга «Краплі Всесвіту», яка вийшла у тернопільському видавництві «Астон» у 2008 році.
Живе у штаті Нью-Джерсі, працює у місті Нью-Йорк. Одружений, виховує двох синів.

## Творчість
Юрій Лазірко є автором більше десяти книжок. Пише трьома мовами — українською, англійською і російською. Більшість його творів публікувалися українською, але він також є автором англомовної поетичної збірки «Edges of the Thirsty Wind». Серед іншого, Лазірко наряду з Ігорем Павлюком є одним із двох авторів книги лірики «Ловлячи осінні павутинки».
У 2018 році вийшла друком антологія «П'ять Америк», яка включає в себе твори Юрія Лазірка наряду із поезією Марії Шунь, Оксани Луцишиної, Юлі Косівчук та Роксоляни Вірлан.
Список творів Юрія Лазірка:
- «Краплі Всесвіту», 2008
- «Парасоля для долі», 2009
- «Семиструнне капричіо», 2010
- «Дороговкази», 2011
- «Edges of the Thirsty Wind» (англ.), 2012
- «Перелітні Сни», 2012
- «В Обіймах Вогню», 2014
- «Блискавиці Серця», 2016
- «Світила зірка», 2017
- «Теревені від Зеня», 2011 (під псевдонімом Зеньо Збиток).

Видавав свої твори в періодиці: «Дзвін» (лютий 2016), «Золота Пектораль» (2010); чисельні видання у емігрантській пресі та журналах.
Також Юрій Лазірко є автором і перекладачем пісень.

## Нагороди і визнання
Юрій Лазірко є лауреатом премії імені Пантелеймона Куліша за 2012 рік. Переможець конкурсу «Поетичних майстерень» 2007 року.
Твори Лазірка перекладалися англійською, польською, російською, іспанською та болгарською мовами.